# Marcus Capers
Marcus Jerome Capers (Winter Haven, 21 dicembre 1989) è un ex cestista statunitense.